# چگونه می‌توان یک مستبد شد
چگونه می‌توان یک مستبد شد (به انگلیسی: How to Become a Tyrant) یک مستند سریالی از شبکه نتفلیکس است، که توسط پیتر دینکلیج روایت می‌شود.

## طرح
راوی بیان می‌کند که همه می‌خواهند قدرت مطلق برای دگرگونی جامعه به دلخواه خود را داشته باشند و توضیح می‌دهد که چگونه می‌توان چنین قدرتی را بدست آورد و به آن تداوم بخشید. این سریال مستند، شروع به بررسی زندگینامه‌های دیکتاتورهای تاریخ می‌کند، آدولف هیتلر، صدام حسین، عیدی امین، ژوزف استالین، معمر قذافی و کیم ایل سونگ از جمله این دیکتاتورها هستند.

## عوامل
- پیتر دینکلیج به عنوان راوی.
- والر نیول به عنوان تفسیر کننده.[۲]

## قسمت‌ها
| قسمت | عنوان                 | دیکتاتور     | مدت زمان | تاریخ انتشار  |
| ---- | --------------------- | ------------ | -------- | ------------- |
| ۱    | تصرف قدرت             | آدولف هیتلر  | ۳۰ دقیقه | ۹ ژوئیه، ۲۰۲۱ |
| ۲    | رقبای خود را خرد کنید | صدام حسین    | ۲۷ دقیقه | ۹ ژوئیه، ۲۰۲۱ |
| ۳    | سلطنت از طریق ترور    | عیدی امین    | ۲۷ دقیقه | ۹ ژوئیه، ۲۰۲۱ |
| ۴    | حقیقت را کنترل کنید   | ژوزف استالین | ۲۶ دقیقه | ۹ ژوئیه، ۲۰۲۱ |
| ۵    | ایجاد یک جامعه جدید   | معمر قذافی   | ۲۵ دقیقه | ۹ ژوئیه، ۲۰۲۱ |
| ۶    | حکومت تا ابد          | سلسله کیم    | ۲۹ دقیقه | ۹ ژوئیه، ۲۰۲۱ |

## تولید
تهیه کنندگی این سریال بر عهده دیوید گینزبرگ، جیک لافر، یوناس بل پشت، پیتر دینکلیج و یوناس بخور بود. این سریال در ۹ ژوئیه ۲۰۲۱ در نتفلیکس منتشر شد. هیئت رده‌بندی سنی فیلم‌های بریتانیا گواهی سن «۱۵» را برای این سریال صادر کرد.